# Cicănești
Cicănești est une commune roumaine située dans le județ d'Argeș.

## Démographie
En 2021, la population était de 1 930 habitants.